# Juice Newton

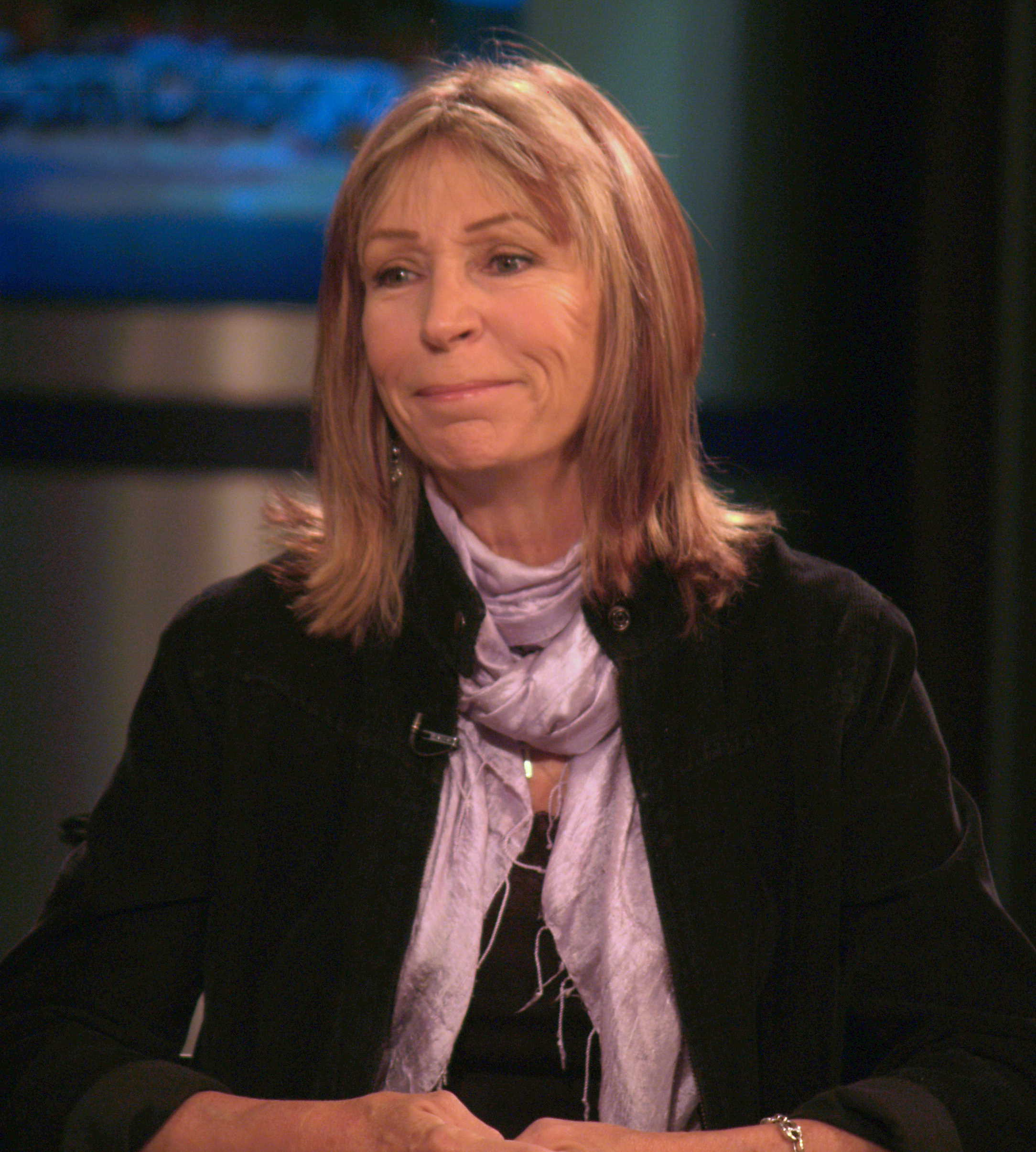
Juice Newton (2009)

Judy Kay „Juice“ Newton (* 18. Februar 1952 auf der Lakehurst Naval Base, New Jersey) ist eine US-amerikanische Country-Popsängerin. 
Zwischen 1976 und 1989 gelangen ihr 26 Hits in den amerikanischen Country-Charts, darunter die mit Gold ausgezeichneten Singles Angel of the Morning und Queen of Hearts, die 1981 auch international erfolgreich waren. 1983 wurde sie mit dem Grammy ausgezeichnet.

## Karriere
Newton, die seit ihrer Kindheit „Juice“ genannt wird, wuchs in Virginia auf. Im Alter von 13 Jahren begann sie, Gitarre zu spielen. Sie bevorzugte zunächst Rhythm & Blues, wurde aber in den späten 1960er Jahren von der in den USA aufflammenden Begeisterung für Folkmusik erfasst. Während ihrer Collegezeit musizierte sie in kleinen Clubs und Kaffeehäusern. Neben der Musik waren Pferde und der Polosport ihre große Leidenschaft.
Mit ihrem Freund, dem Gitarristen und Songwriter Otha Young, gründete sie die Rockformation Dixie Peach und ein Jahr später das Folk-Rock-Trio Juice Newton & Silver Spur. 1975 zogen sie nach Los Angeles, wo sie wenig später vom Label RCA unter Vertrag genommen wurden. Es wurden zwei mäßig erfolgreiche Alben und einige Singles veröffentlicht. 1978 wechselten Newton & Silver Spur zu Capitol. Das erste Album beim neuen Label verkaufte sich ebenfalls schlecht und so lösten sich Silver Spur auf. Von jetzt an trat Newton als Solistin auf. Unterstützt wurde sie weiterhin von Otha Young.
Nachdem Newton Ende der 1970er Jahre mehrere Singles in den Country-Charts positionieren konnte, schaffte sie 1981 mit der Langspielplatte Juice endgültig den kommerziellen Durchbruch. Das unter dem Produzenten Richard Landis eingespielte Album wurde über eine Million Mal verkauft und mit Platin ausgezeichnet. Die ausgekoppelten Singles Angel of the Morning (im Original von Evie Sands, 1967, Cover von Merrilee Rush, 1968) und Queen of Hearts erreichten hohe Platzierungen sowohl in den Pop- als auch in den Country-Charts. Mit dem von Otah Young geschriebenen The Sweetest Thing (I’ve Ever Known) konnte sie ihren ersten Nummer-1-Hit in den Country-Charts verbuchen. Im gleichen Jahr wurde sie von der Academy of Country Music zur besten Nachwuchssängerin des Jahres gewählt.
Ihr nächstes Album, das 1982 erschienene Quiet Lies, war ähnlich erfolgreich. Erneut wurden mehrere Hit-Singles ausgekoppelt: Love’s Been a Little Bit Hard on Me, Break It to Me Gently und Heart of the Night. Das Album selbst erreichte Goldstatus und brachte ihr einen Grammy ein. Danach folgte eine kurze Durststrecke, die 1984 nach einer Rückkehr zu RCA schnell überwunden war. Höhepunkt war ein Auftritt an einer Veranstaltung zum Frauenrechtetag 1984 mit Präsident Ronald Reagan.
Eine stärkere Orientierung hin zur Country-Musik war der Auslöser ihrer Erfolgssträhne ab Mitte der 1980er Jahre. In kurzer Folge wurden mehrere Nummer-1-Hits und Top-10-Platzierungen erreicht. You Make Me Want to Make You Mine, Hurt (beide 1985) sowie das mit Eddie Rabbitt gesungene Both to Each Other (Friends & Lovers) (1986) platzierten sich auf Platz eins der Country-Charts. Ende der 1980er Jahre gingen ihre Umsatzzahlen und Chartpositionen zurück, sie veröffentlichte jedoch weiter Alben und tourt heute noch regelmäßig durch die USA.
2005 nahm Newton an der amerikanischen Variante der Comeback-Show Hit Me, Baby, One More Time teil und sang neben ihrem Hit Queen of Hearts auch Pieces of Me von Ashlee Simpson. Sie musste sich in der Vorrunde allerdings P. M. Dawn geschlagen geben. Im Herbst 2010 folgte ein Album mit Duetten, unter anderem mit Melissa Manchester, Glen Campbell und Willie Nelson.

## Privates
Juice Newton ist seit 1985 mit Tom Goodspeed verheiratet. Die beiden haben zwei Kinder. Die Familie lebt in San Diego.

## Diskografie

### Studioalben
| Jahr | Titel                | Höchstplatzierung, Gesamtwochen, AuszeichnungChartplatzierungen (Jahr, Titel, Platzierungen, Wochen, Auszeichnungen, Anmerkungen) | Höchstplatzierung, Gesamtwochen, AuszeichnungChartplatzierungen (Jahr, Titel, Platzierungen, Wochen, Auszeichnungen, Anmerkungen) | Höchstplatzierung, Gesamtwochen, AuszeichnungChartplatzierungen (Jahr, Titel, Platzierungen, Wochen, Auszeichnungen, Anmerkungen) | Höchstplatzierung, Gesamtwochen, AuszeichnungChartplatzierungen (Jahr, Titel, Platzierungen, Wochen, Auszeichnungen, Anmerkungen) | Höchstplatzierung, Gesamtwochen, AuszeichnungChartplatzierungen (Jahr, Titel, Platzierungen, Wochen, Auszeichnungen, Anmerkungen) | Anmerkungen                           |
| Jahr | Titel                | DE | AT | CH | UK | US | Anmerkungen                           |
| ---- | -------------------- | --- | --- | --- | --- | --- | ------------------------------------- |
| 1981 | Juice                | — | — | — | — | US22 Platin · (86 Wo.)US | Erstveröffentlichung: 9. Februar 1981 |
| 1982 | Quiet Lies           | — | — | — | — | US20 Gold · (46 Wo.)US | Erstveröffentlichung: 10. Mai 1982    |
| 1983 | Dirty Looks          | — | — | — | — | US52 (15 Wo.)US | Erstveröffentlichung: 19. August 1983 |
| 1984 | Can’t Wait All Night | — | — | — | — | US128 (10 Wo.)US | Erstveröffentlichung: 18. Juni 1984   |

grau schraffiert: keine Chartdaten aus diesem Jahr verfügbar

### Kompilationen
| Jahr | Titel         | Höchstplatzierung, Gesamtwochen, AuszeichnungChartplatzierungen (Jahr, Titel, Platzierungen, Wochen, Auszeichnungen, Anmerkungen) | Höchstplatzierung, Gesamtwochen, AuszeichnungChartplatzierungen (Jahr, Titel, Platzierungen, Wochen, Auszeichnungen, Anmerkungen) | Höchstplatzierung, Gesamtwochen, AuszeichnungChartplatzierungen (Jahr, Titel, Platzierungen, Wochen, Auszeichnungen, Anmerkungen) | Höchstplatzierung, Gesamtwochen, AuszeichnungChartplatzierungen (Jahr, Titel, Platzierungen, Wochen, Auszeichnungen, Anmerkungen) | Höchstplatzierung, Gesamtwochen, AuszeichnungChartplatzierungen (Jahr, Titel, Platzierungen, Wochen, Auszeichnungen, Anmerkungen) | Anmerkungen                         |
| Jahr | Titel         | DE | AT | CH | UK | US | Anmerkungen                         |
| ---- | ------------- | --- | --- | --- | --- | --- | ----------------------------------- |
| 1984 | Greatest Hits | — | — | — | — | US178 Gold · (5 Wo.)US | Erstveröffentlichung: 15. Juni 1984 |

Weitere Alben
| - 1975: Juice Newton and Silver Spur (mit Silver Spur) - 1976: After the Dust Settles (mit Silver Spur) - 1977: Come to Me (mit Silver Spur) - 1978: Well Kept Secret - 1979: Take Heart - 1984: Greatest Hits (and More) - 1985: Old Flame - 1987: Emotion - 1989: Ain’t Gonna Cry - 1990: Greatest Country Hits - 1992: The Early Years | - 1994: Emotions - 1998: Anthology - 1998: The Trouble with Angels - 1999: American Girl - 2002: Country Classics - 2002: Every Road Leads Back to You - 2003: All American Country - 2005: American Girl Volume II - 2007: The Gift of Christmas - 2010: Duets: Friends & Memories - 2011: The Ultimate Hits Collection |

### Singles
| Jahr | Titel Album                                    | Höchstplatzierung, Gesamtwochen, AuszeichnungChartplatzierungen (Jahr, Titel, Album, Platzierungen, Wochen, Auszeichnungen, Anmerkungen) | Höchstplatzierung, Gesamtwochen, AuszeichnungChartplatzierungen (Jahr, Titel, Album, Platzierungen, Wochen, Auszeichnungen, Anmerkungen) | Höchstplatzierung, Gesamtwochen, AuszeichnungChartplatzierungen (Jahr, Titel, Album, Platzierungen, Wochen, Auszeichnungen, Anmerkungen) | Höchstplatzierung, Gesamtwochen, AuszeichnungChartplatzierungen (Jahr, Titel, Album, Platzierungen, Wochen, Auszeichnungen, Anmerkungen) | Höchstplatzierung, Gesamtwochen, AuszeichnungChartplatzierungen (Jahr, Titel, Album, Platzierungen, Wochen, Auszeichnungen, Anmerkungen) | Anmerkungen                         |
| Jahr | Titel Album                                    | DE | AT | CH | UK | US | Anmerkungen                         |
| ---- | ---------------------------------------------- | --- | --- | --- | --- | --- | ----------------------------------- |
| 1977 | It’s a Heartache –                             | — | — | — | — | US86 (3 Wo.)US | Erstveröffentlichung: November 1977 |
| 1981 | Angel of the Morning Juice                     | DE23 (16 Wo.)DE | AT7 (8 Wo.)AT | CH4 (7 Wo.)CH | UK43 Silber · (6 Wo.)UK | US4 Gold · (22 Wo.)US | Erstveröffentlichung: Februar 1981  |
| 1981 | Queen of Hearts Juice                          | DE39 (15 Wo.)DE | AT13 (2 Wo.)AT | CH6 (7 Wo.)CH | — | US2 Gold · (27 Wo.)US | Erstveröffentlichung: Juni 1981     |
| 1981 | The Sweetest Thing (I’ve Ever Known) Juice     | — | — | — | — | US7 (24 Wo.)US | Erstveröffentlichung: Oktober 1981  |
| 1982 | Love’s Been a Little Bit Hard on Me Quiet Lies | — | — | — | — | US7 (17 Wo.)US | Erstveröffentlichung: Mai 1982      |
| 1982 | Break It to Me Gently Quiet Lies               | — | — | — | — | US11 (17 Wo.)US | Erstveröffentlichung: August 1982   |
| 1982 | Heart of the Night Quiet Lies                  | — | — | — | — | US25 (16 Wo.)US | Erstveröffentlichung: November 1982 |
| 1983 | Tell Her No Dirty Looks                        | — | — | — | — | US27 (11 Wo.)US | Erstveröffentlichung: Juli 1983     |
| 1983 | Dirty Looks                                    | — | — | — | — | US90 (3 Wo.)US | Erstveröffentlichung: Oktober 1983  |
| 1984 | A Little Love Can’t Wait All Night             | — | — | — | — | US44 (10 Wo.)US | Erstveröffentlichung: Mai 1984      |
| 1984 | Can’t Wait All Night                           | — | — | — | — | US66 (6 Wo.)US | Erstveröffentlichung: Juli 1984     |

Weitere Singles
- 1978: Hey! Baby
- 1979: Let’s Keep It That Way
- 1979: Lay Back in the Arms of Someone
- 1979: Any Way That You Want Me
- 1979: Until Tonight
- 1980: Sunshine
- 1980: You Fill My Life
- 1983: Stranger at My Door
- 1984: Ride 'Em Cowboy
- 1984: Restless Heart
- 1985: You Make Me Want to Make You Mine
- 1985: Hurt
- 1986: Old Flame
- 1986: Both to Each Other (Friends and Lovers)
- 1986: Cheap Love
- 1986: What Can I Do with My Heart
- 1987: First Time Caller
- 1987: Tell Me True
- 1989: When Love Comes Around the Bend

## Auszeichnungen
- 1981: ACM - Top New Female Vocalist
- 1983: Grammy - Best Female Country Vocal Performance